# Kaplaken
Das Kaplaken (auch Kapplaken, aus dem Niederländischen) ist eine Sondervergütung, die der Kapitän bei erfolgreicher Lieferung der Fracht vom Ladungsempfänger zusätzlich zur vereinbarten Heuer erhält. Das Kaplaken ist frei verhandelbar und lag im 19. Jahrhundert beispielsweise bei 5 bis 6 Prozent der Heuer.

## Einzelnachweis
1. ↑  Pierer’s Universal-Lexikon. Altenburg 1857–1865, Band 9, S. 291.